# Palais Canossa (Vérone)
Le Palais Canossa est un palais de Vérone, situé Corso Cavour.

## Histoire
Il a été érigé sur commande des Marquis de Canossa à l'architecte Michele Sanmicheli en 1527, non loin de l'Arco dei Gavi et du Castelvecchio. 
Le Palais Canossa a un style maniériste, avec une entrée précédée par un portique. L'un des plafonds avait des fresques de Gian Battista Tiepolo, mais elles ont été perdues pendant les bombardements de Vérone lors de la Seconde Guerre mondiale.
Dans son histoire, le palais a hébergé des personnages importants tels que le tsar Alexandre Ier de Russie, Napoléon Bonaparte ou encore l'empereur François Ier d'Autriche.